# 快樂到家
《快樂到家》（英語：Happy home）是中國的一部喜劇電影。2013年上映。由何炅、謝娜、李維嘉、吳昕、杜海濤領銜主演。

## 故事介紹
講述了富家小姐乖乖想利用全球名犬選美大賽而揚名立萬，知名訓犬大師何博士和美容師韋加斯為了達到目的，何博士和韋加斯違心將麻雀變鳳凰，快樂到家卻不料遭到坡姐和薩嘟嘟的覬覦。於是，上演了一出忍者神偷的荒誕喜劇。

## 演員表
- 主演

| 演員   | 角色   | 角色介紹 |
| 何 炅  | 何博士 |          |
| 謝 娜  | 坡 姐  |          |
| 李維嘉 | 韋加斯 |          |
| 吳 昕  | 乖 乖  |          |
| 杜海濤 | 薩嘟嘟 |          |
| 杜汶澤 | 巴 松  |          |

- 客串演出

| 演員   | 角色    | 角色介紹 |
| 蔡卓妍 | 算命師  |          |
| 韓 庚  | Beckham |          |
| 陳思誠 | 律師    |          |
| 付夢妮 | 遊客    |          |
| 段林希 | 遊客    |          |

## 幕後製作
- 導演：傅華陽
- 編劇：傅敏

## 外部連結
- 豆瓣电影上《快樂到家》的資料 （简体中文）